# Periklis Ilias

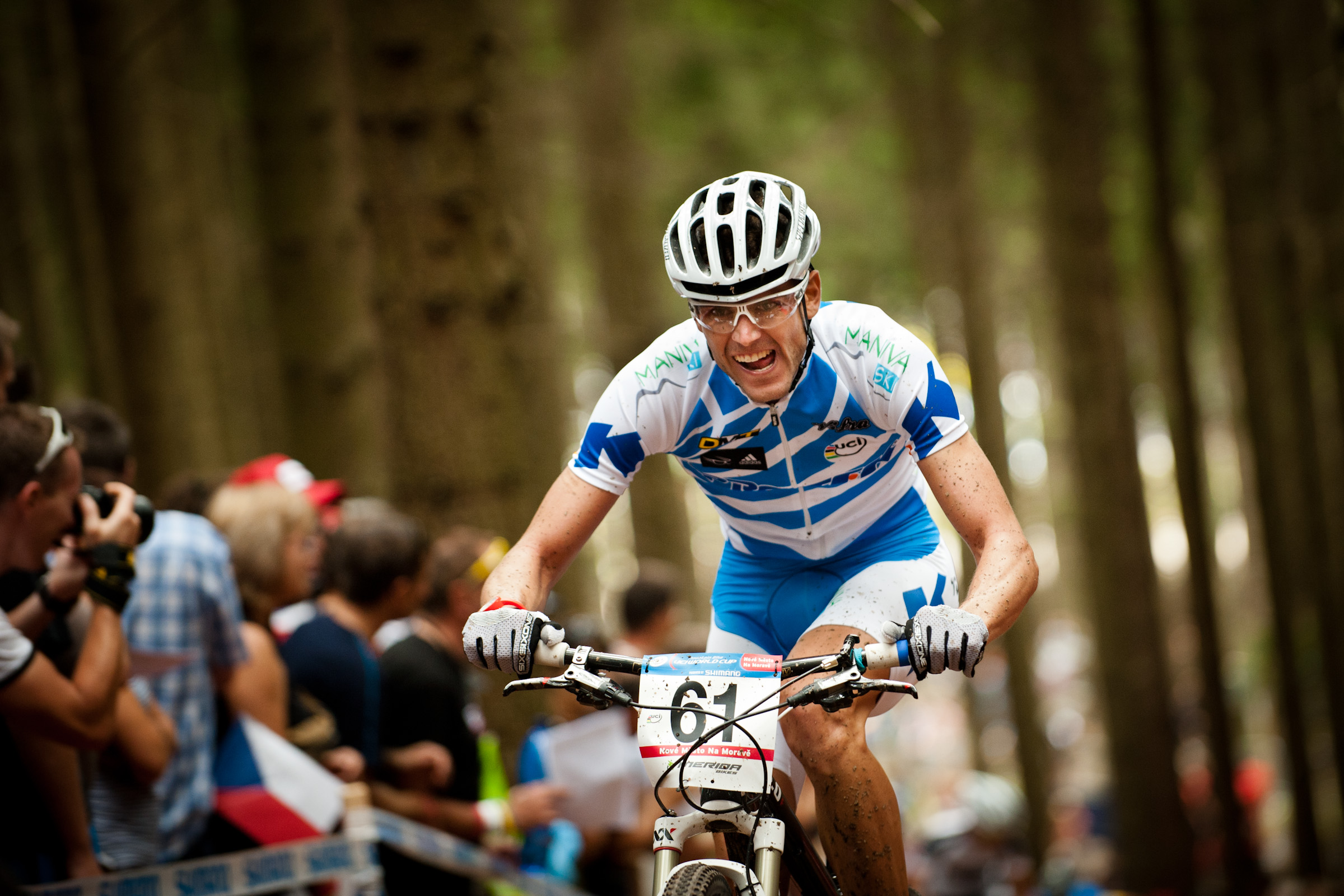
Periklis Ilias (2011)

Periklis Ilias (griechisch Περικλής Ηλίας; * 26. Juni 1986 in Athen) ist ein ehemaliger griechischer Radrennfahrer.
Seinen größten Karriereerfolg erzielte Ilias bei den Mountainbike-Marathon-Weltmeisterschaften 2012 in Ornans, wo er den Titel gewann. Bei griechischen Meisterschaften gewann er im Jahr 2004 den Juniorentitel im MTB-Cross Country. Es folgten bis von 2005 bis 2014 acht Elitetitel im Cross-Country und einer im Team-Relay.
Im Jahr 2007 wurde Ilias griechischer Meister im Straßenrennen. Bei den internationalen Straßenradsport-Etappenrennen Tour of Chalkidiki 2008 und Griechenland-Rundfahrt 2012 gewann er jeweils einen Abschnitt, bei der Tour of Chalkidiki außerdem die Bergwertung.

## Erfolge
| 2004 Griechischer Meister – Cross Country (Junioren) 2005 Griechischer Meister – Cross Country 2006 Griechischer Meister – Cross Country 2007 Griechischer Meister – Cross Country 2009 Griechischer Meister – Cross Country 2010 Griechischer Meister – Cross Country 2011 Griechischer Meister – Cross Country Griechischer Meister – Team Relay 2012 Weltmeister – Marathon 2013 Griechischer Meister – Cross Country 2014 Griechischer Meister – Cross Country | 2007 Griechischer Meister – Straßenrennen 2008 eine Etappe und Bergwertung Tour of Chalkidiki 2012 eine Etappe Griechenland-Rundfahrt 2020 Griechischer Meister – Straßenrennen |

## Teams
| - 2008 ISD International - 2009 ISD Cycling - 2019 ISD Cycling - 2013 Full Dynamix | - 2007 Technal Kastro - 2011 SP Tableware - 2012 SP Tableware Cycling Team - 2013 SP Tableware - 2014 SP Tableware |